# 瓜德罗普旗帜
瓜地洛普旗幟是隸屬法國的海外領土瓜地洛普的旗幟。瓜德羅普島上居民多使用法國國旗作為該地用旗，但也有設計出非官方旗幟。該地除法國國旗外，沒有官方訂定的旗幟。

## 相關旗幟
- 非官方民用旗紅色版本
- 瓜地洛普人民解放聯盟提出的旗幟。